# 宮沢りえ 気まぐれフルーツパーティー
宮沢りえ 気まぐれフルーツパーティー（みやざわりえ きまぐれフルーツパーティー）は、ニッポン放送の制作により放送されていたラジオ番組。ニッポン放送での放送期間は1989年10月15日から1991年4月7日まで。メインパーソナリティは宮沢りえ。

## 概要
宮沢りえがテレビドラマや映画で次々に主演を射止め、CDデビューも決めていた中での10代の頃にあたる、1989年10月にスタート。自身初のラジオのメインパーソナリティ番組である。また、アメリカ・ロサンゼルス出身のタレントのソフィア・ローソンが共演者としてレギュラー出演していた。
ディレクターは同局の『ヤングパラダイス』も担当していた戸田修一。構成作家はすずまさ。戸田ディレクターによると、この番組で狙っていたのは女子リスナーだったのことで、本番組が始まる前にまず宮沢をとんねるずやチェッカーズの番組に出演させてラジオに慣れさせたという。

## 主なコーナー
りえちゃんジャーナル
- 毎回決められたテーマに沿って、周りで起こった出来事などをフリートークするコーナー[4][2]。

りえの日本語知らず
- 格言、ことわざ、慣用句、故事成語を間違って覚えることが特徴だったという宮沢自身のアイデアが採用されたというコーナー[2]。なぜこのように間違えたのかを解説したり、リスナーから寄せられた変な日本語や仲間内での言葉などを紹介していた[2][4]。

ママズグラフィティ
- リスナーから自分の母親の青春時代や過去などを紹介してもらっていたコーナー[2]。

りえとソフィアのオリエンタル英語WARS
- リスナーが電話出演する、英語によるジェスチャー的なコーナー。日本独特の生活用品・様式・文化など（神主・木魚・座布団など）がプリントされた『不思議の国ニッポン』というカードゲームの中からソフィアが一枚選び、その選んだ答えがリスナーに伝えられ、リスナーはこれを自分が考えた通りの英語に翻訳して伝え、そのヒントだけを手掛かりに宮沢が回答していた[2][4]。

## 放送時間
- ニッポン放送（制作局）：毎週日曜日 21:30 - 22:00

### ネット局
（出典：）
（「→」は、放送曜日・時間帯変更無し、網掛け枠は放送無し）
| 局名       | 1989年10月 - 1990年3月 | 1990年4月 - 1990年9月 | 1990年10月 - 1991年3月 |
| ---------- | ---------------------- | --------------------- | ---------------------- |
| 北海道放送 | 火曜 20:30 - 21:00     | 月曜 19:30 - 20:00    |                        |
| STVラジオ  |                        |                       | 土曜 22:00 - 22:30     |
| 青森放送   | 月曜 22:30 - 23:00     | →                     | →                      |
| 山形放送   | 月曜 22:30 - 23:00     | 月曜 22:00 - 22:30    | →                      |
| 東北放送   | 土曜 22:00 - 22:30     |                       |                        |
| ラジオ福島 | 月曜 19:30 - 20:00     | 水曜 22:00 - 22:30    | →                      |
| 山梨放送   |                        | 金曜 22:30 - 23:00    | →                      |
| 北日本放送 |                        |                       | 土曜 24:30 - 25:00     |
| 北陸放送   |                        | 木曜 22:30 - 23:00    |                        |
| 福井放送   |                        |                       | 水曜 22:30 - 23:00     |
| 静岡放送   |                        | 火曜 22:00 - 22:30    | →                      |
| 岐阜放送   | 日曜 18:30 - 19:00     | 月曜 24:00 - 24:30    | →                      |
| ラジオ関西 | 土曜 23:00 - 23:30     | →                     | 日曜 19:00 - 19:30     |
| 山陽放送   |                        |                       | 土曜 21:30 - 22:00     |
| 山陰放送   |                        |                       | 土曜 21:30 - 22:00     |
| 四国放送   | 火曜 22:00 - 22:30     | →                     | →                      |
| 西日本放送 |                        | 日曜 13:30 - 14:00    | 土曜 21:00 - 21:30     |
| 南海放送   |                        |                       | 日曜 22:00 - 22:30     |
| 高知放送   | 月曜 21:00 - 21:30     | 土曜 24:00 - 24:30    | 日曜 9:30 - 10:00      |
| 長崎放送   | 日曜 18:30 - 19:00     |                       | 月曜 21:00 - 21:30     |
| 熊本放送   |                        | 日曜 22:00 - 22:30    | →                      |
| 宮崎放送   |                        |                       | 水曜 24:00 - 24:30     |
| ラジオ沖縄 |                        |                       | 日曜 19:00 - 19:30     |